# Тейффель, Вильгельм Зигмунд
Вильге́льм Зи́гмунд Те́йффель (нем. Wilhelm Siegmund Teuffel; 27 сентября 1820, Людвигсбург — 8 марта 1878, Тюбинген) — немецкий классический филолог.

## Биография
Вильгельм Тейффель родился в семье врача Андреаса Тейфеля, начавшего вскоре писать свою фамилию через 2 буквы «ф». Мать будущего филолога умерла на следующий год после его рождения, а когда умер в 1829 году отец, мачеха поместила мальчика в королевский приют для сирот в Штутгарте. В том же году Вильгельма приняли в третий класс королевской гимназии, в которой Тейффель каждый год получал премию за прилежание и сообразительность. После экзамена в 1834 году он решил продолжить изучение евангелической теологии и поступил в семинарию монастыря Бад-Ураха. Проучившись там четыре года, Тейффель для продолжения изучения высшей теологии поступил в Тюбингенскую богословскую семинарию, относящуюся к Тюбингенскому университету. В то время изучение теологии в Урахе требовало от студентов упорных занятий философией, историей, математикой и современными иностранными языками.
Хотя он и не впечатлил своих преподавателей классической филологии, профессоров Христиана Валца и Готлиба Тафеля, Тейффель интенсивно занимался греческой и латинской литературой. За его трудом о Горации, получившим премию в 1840 году, последовал ряд работ о том же античном авторе, лёгших в основу защищённой в 1842 году с отличием докторской диссертации.
Первый год после окончания своей учёбы Тейффель провёл в качестве викария при своём родственнике, деревенском пасторе, недалеко от Штутгарта, однако его склонность к античности навсегда увела Тейффель с духовного жизненного пути. Летом 1844 ему досталась государственная стипендия на полугодовое путешествие по Северной Германии, включающее посещение городов Хайдельберг, Кёльн, Бонн, Гиссен, Марбург, Гёттинген, Айзенах, Гота, Веймар, Йена, Шульпфорте, Галле, Лейпциг, Дрезден и Берлин, в последнем из которых он оставался четыре месяца. Отказавшись от хабилитации в Галле и Йене, он, вернувшись поздней осенью 1844, получил степень в Тюбингенском университете после выхода в свет своей работы лат. De Juliano imperatore christianismi contemptore et osore («Император Юлиан, ненавистник христианства»). Получив должность приват-доцента, Тейффель начал свою преподавательскую деятельность в летний семестр 1854 года. Летом того же года вместе в Валтцем он продолжил работу скончавшегося Августа Паули над изданием Real-Encyclopädie der classischen Alterthumswissenschaften.
В 1847 Тейффель претендовал на освободившуюся кафедру классической филологии и, не получив, ушёл на два года помощником учителя в свою родную гимназию. Вернувшись в университет, он уже через две недели получил должность экстраординарного профессора. После смерти своих старших коллег, Тейффель в 1857 году стал ординарным профессором, руководя также отделением археологии.

## Научные достижения
Исследовательская работа Тейффеля привела к созданию большого количества работ, имевших определяющее значение для развития классических наук в XIX веке. Важнейшей была его работа над изданием Real-Encyclopädie der classischen Alterthumswissenschaften, которую он, после ухода в 1847 году из проекта по причине здоровья своего коллеги Эрнста Валтца довёл до конца один. Его работа по подготовке нового издания (1862—1866) осталась незавершённой.
Другой важнейшей его работой была нем. Geschichte der römischen Litteratur («История римской литературы»), первый всеобъемлющий труд на эту тему на немецком языке, выдержавший три прижизненных издания. Его коллега, Людвиг Швабе подготовил в 1882 году четвёртое однотомное издание. Пятое издание вышло под редакций того же Швабе, вышло в 1890 году в двух томах. Шестое и последнее на данный момент издание вышло в 1910—1913 годах.

### Избранные труды
- Geschichte der römischen Litteratur
- Prolegomena zur Chronologie der horazischen Geschichte (in Zeitschrift für die Altertumswissenschaft, 1842)
- Charakteristik des Horaz. Leipzig 1842
- Horaz, eine litterar-historische Übersicht. Tübingen, 1843
- Studien und Charakteristiken. 1889 (enthalten wertvolle Beiträge zur Geschichte der griechischen und römischen Literatur)